# سو شین ئه
سو شین ئه (کره‌ای: 서신애؛ زادهٔ ۲۰ اکتبر ۱۹۹۸) بازیگر اهل کره جنوبی است. او حرفهٔ خود را در سال ۲۰۰۴ و با حضور در تبلیغات تلویزیونی برای سئول میلک آغاز کرد. او سپس به عنوان بازیگر خردسال شروع به فعالیت کرد و برای بازی در فیلم‌های ملاقات آقای ددی (۲۰۰۷) و درام‌های تلویزیونی متشکرم (۲۰۰۷)، کینه: شورش گومیهو (۲۰۱۰) و کلاس ملکه (۲۰۱۳) در این زمینه شناخته شد.